# Max von Basse (Admiral)
Max Fedor Friedrich von Basse (* 7. Juli 1854 in Kolberg; † 27. August 1940 in Klein Luckow) war ein deutscher Vizeadmiral der Kaiserlichen Marine.

## Leben

### Herkunft
Max von Basse wurde geboren als Sohn des Friedrich Wilhelm Gerhard von Basse (1817–1886) aus dem Adelsgeschlecht derer von Basse und der Pauline geb. von der Heyden-Rynsch (1825–1915). Der 1840 preußisch nobilitierte Landrat und Gutsbesitzer Karl von Basse war sein Großvater, der Hofrat und Justizbürgermeister in Unna Jobst Heinrich Wilhelm Basse sein Urgroßvater. Sein älterer Bruder war der spätere Verwaltungsbeamter und Gutsbesitzer, Paul von Basse.

### Militärischer Werdegang
Max von Basse trat am 31. Mai 1871 in die Norddeutsche Marine ein. Nach Abschluss der Grundausbildung kam er von Mitte Juni 1871 bis 23. März 1872 auf die Niobe, dann bis 3. Dezember 1872 auf die Gazelle, um dann bis Mai 1873 dem Schiffsstamm der Friedrich Carl anzugehören. Anschließend kam er bis 20. April 1876 an die Marineschule und zur Waffenausbildung. 1874 wurde er Offizier. Vom 1. Mai 1876 bis 29. September 1876 war er auf der Deutschland und diente dann bis 12. September 1877 als Kompanieoffizier in der See-Artillerie-Abteilung. Er kam bis 18. Oktober 1879 als Wachoffizier auf die Leipzig. Im gleichen Jahr erhielt er seine Beförderung zum Oberleutnant zur See. Vom 19. Oktober 1879 bis 31. März 1880 war er an die Zentralturnanstalt nach Berlin kommandiert. Es folgten weitere Kommandierung zu Land und zu See.
Am 16. April 1887 wurde er zum Kapitänleutnant befördert. Vom 20. Juni 1887 bis 11. September 1887 war er Flaggleutnant im Stab des Manövergeschwaders, bevor er als Navigationsoffizier, von September 1887 bis November 1887 auf der Sachsen und dann bis September 1888 auf der Bayern eingesetzt wurde. Er war bis 22. April 1890 Kompanieführer bei der II. Matrosen-Artillerie-Abteilung. Vom 23. April 1890 bis 15. März 1893 war er persönlicher Adjutant des Prinzen Heinrich von Preußen. Ab Mai 1893 war er Erster Offizier auf der Stosch, wurde im gleichen Jahr Korvettenkapitän und blieb in dieser Position bis 4. April 1894. Er übernahm bis 28. September 1894 das Kommando über die Grille. Anschließend war er bis 31. Oktober 1894 Erster Offizier auf der Deutschland. Es folgte bis Anfang August 1895 sein Einsatz als Erster Offizier auf der Kurfürst Friedrich Wilhelm. Es folgten weitere Kommandierungen zu Land und zu See.
Von Mitte Mai 1898 bis Anfang April 1900 war er Kommandant der Nixe. In dieser Position wurde er vom Korvettenkapitän bis zum Kapitän zur See befördert. Anschließend war er bis 28. Juli 1900 Artillerie-Offizier vom Platz und Vorstand des Artillerie- und Minendepots Friedrichsort. Er wurde bis 30. September 1901 als Kommandeur der I. Werft-Division eingesetzt. Ab 1. Oktober 1901 war er Linienschiff-Kommandant. Bis 31. Oktober 1901 von der Sachsen, dann bis 30. September 1902 der Kaiser Wilhelm der Große und dann bis 30. September 1903 der Kaiser Friedrich III. Von Anfang Oktober 1903 Ende bis September 1906 war er Oberwerftdirektor der Kaiserlichen Werft Danzig und wurde in dieser Position am 28. Mai 1906 zum Konteradmiral befördert. Anschließend war er bis 13. Oktober 1908 Inspekteur der I. Marine-Inspektion. Mit diesem Datum wurde er unter Verleihung des Charakters als Vizeadmiral zur Disposition gestellt.
Bis 1894 hatte er bereits u. a. den Roten Adlerorden IV. Klasse mit der Krone, das Ritterkreuz des Württembergischen Kronen-Ordens, das Ritterkreuz I. Klasse des Großherzoglich Hessischen Verdienst-Ordens Philipps des Großmütigen, das Ritterkreuz des Ordens der Wendischen Krone, das Ritterkreuz I. Klasse der Herzoglich Sächsischen Sachsen-Ernestinischen Hausorden, das Offizierskreuz des Königlich Belgischen Leopold-Ordens, das Ritterkreuz des Königlich Dänischen Danebrog-Ordens, den Kaiserlich Russischen St-Annen-Orden, 2. Klasse, den Kaiserlich Russischen St. Stanislaus Orden, 2. Klasse und das Ritterkreuz I. Klasse des Norwegischen Ordens des heiligen Olaf erhalten.

### Weiterer Werdegang
1913 war er Mitglied des Aufsichtsrates der Howaldtswerke in Kiel. Er war Rechtsritter des Johanniterordens.

### Familie
Am 27. November 1895 heiratete er in Bremen Frieda Bode (* 1871). Ihr Sohn Paul-Werner (* 1896) starb während des Ersten Weltkriegs Mitte 1917 als Leutnant bei Tarnopol.